# Sant Bartomeu de Cabanyes
Sant Bartomeu de Cabanyes és un edifici religiós del municipi de la Roca del Vallès inclòs en l'Inventari del Patrimoni Arquitectònic de Catalunya.

## Capella

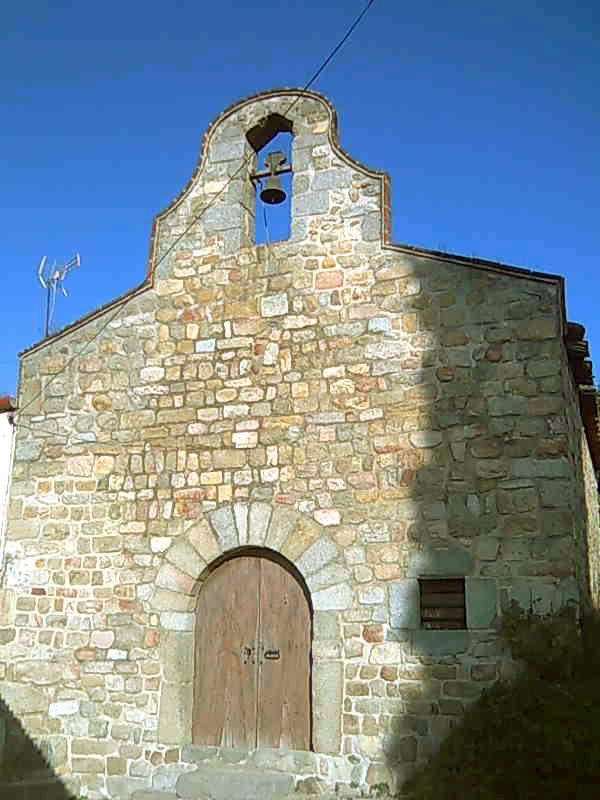
Façana de Sant Bartomeu de Cabanyes

Es tracta d'una senzilla construcció romànica del segle xi-xiii, que consta d'una nau coberta amb volta de canó i amb un absis semicircular on té una petita finestra central d'alabastre. Hi ha dos arcs separant el presbiteri. Paviment interior de pedra, amb un banc de pedra al mur sud. Altar de pedra molt sobri. Té un campanar de cadireta d'un sol ull.
A l'interior, en una fornícula al mur nord, hi ha una imatge de Sant Bartomeu. Durant la guerra civil espanyola van ser cremades totes les seves imatges.

## Història
L'església de Sant Bartomeu de Cabanyes és una de les edificacions més antigues del terme. El topònim Chabanes, està documentat des del 931 i el 1008 i la capella des del 1191, fou administrada pel rector d'Argentona, i després pel d'Òrrius i hi tingueren drets de patronatge els propietaris de Can Cabanyes de Dalt i ca l'Argent.
Està situada en un lloc estratègic del camí que comunica el Maresme amb el Vallès. Les restes arqueològiques semblen indicar la presència en aquest lloc d'un antic establiment format diversos habitatges la cronologia del qual s'emmarcaria dins el període ibèric. En un pla al sud de l'església s'han trobat materials ceràmics ibèrics i alguna estructura murària susceptible de ser ibèrica. L'ermita romànica podria estar edificada o fundada sobre edificacions anteriors més antigues que es podrien remuntar fins i tot a l'època prehistòrica.
La datació és feta per estil: estructura original romànica, però amb afegits posteriors (al campanar, etc.), que semblen del segle xviii.